# Niebezpieczne lata
Niebezpieczne lata (Dangerous Years) – amerykański film z 1947 w reżyserii Arthura Piersona. Drugi film w karierze Marilyn Monroe.